# Grb Trsta
Grb Trsta je v uporabi za mesto Trst v Italiji. Skozi zgodovino se je spreminjal.

## Razvoj grba

### Sulica
Že od Antike je simbol Trsta sulica svetega Sergeja, ki je tudi na grbu, čeprav jo včasih zamenjujejo za heraldično lilijo (fleur-de-lys). Sv. Sergej je v Trstu sprejel krščansko vero, leta 301 pa so ga mučili, saj ni priznaval Jupitra za vrhovnega boga. Takrat je napovedal, da bo na dan njegove smrti na mestni forum padla sulica.
Prvič je sulica uporabljena na grbu v 13. stoletju na kovancih škofa Ulrika. 1350 se sulica pojavi v dveh inicialkah. Na prvi je sv. Sergej s sulico v eni roki in ščitom, na kateri je sulica v drugi roki.  Na drugi inicialki je prikazan klicar, ki ima na plašču motiv sulice.

### Pod Habsburžani
Ko pride Trst pod oblast Habsburžanov leta 1382, dobi grb na katerem je bela sulica na rdečem ščitu. Leta 1464 je cesar Friderik III. izboljšal grb zaradi zvestobe Tržačanov v boju proti Benetkam. Novi grb je bil deljen na dve polji, v zgornjem zlatem polju je bil črn kronan dvoglavi orel, spodnje rdeče polje z belim tramom pa je bilo prekrito s srebrnim rezilom sulice, kasneje pa z zlatim. 
Pozneje je bil grb viden v raznih aplikacijah, mnoge pa so bile napačno prikazane. Sulica se tako včasih omenja kot narobe obrnjeno črno sidro, včasih pa je bila v grbovnih knjigah omenjena kot heraldična lilija.
Ko se je leta 1849 oblikovalo Avstrijsko primorje, je bil grb kvadriran, na njem so bili grbi Goriške, Gradiške, Trsta in Istre.

### Pod Italijo
Po koncu prve svetovne vojne je Trst pripadel Italiji (skupaj s Primorjem in Istro), dokončno pa leta 1920 z Rapalsko pogodbo. Novi grb je bil rdeče barve s srebrno sulico. Po koncu druge svetovne vojne je bilo ustanovljeno Svobodno tržaško ozemlje, ki je imelo enak grb, kakor Trst pred drugo svetovno vojno. Po razdelitvi Tržaškega ozemlja med Jugoslavijo in Italijo leta 1954, je grb Trsta ostala srebrna sulica na rdečem ščitu.
- Grb Cesarskega svobodnega mesta Trst.
- Grb Avstrijskega primorja.
- Grb Svobodnega tržaškega ozemlja.
- Današnji grb Trsta.